# 2-Dodecanol
2-Dodecanol ist ein langkettiger, sekundärer Alkohol.

## Vorkommen
2-Dodecanol wurde als Bestandteil des Tibialdrüsensekrets der Hinterbeine von Arbeiterameisen der Art Crematogaster auberti identifiziert.

## Herstellung
Dodecan kann in Gegenwart von Borsäure durch Luft zu 2-Dodecanol oxidiert werden. Alternativ kann 2-Dodecanol durch die elektrochemische Hydrierung von Dodecan-1,2-oxid hergestellt werden.

## Reaktionen
Die katalytische Oxidation von 2-Dodecanol zu 2-Dodecanon mit molekularem Sauerstoff ist unter Palladiumkatalyse möglich. Dazu eignet sich Palladium(II)-acetat. Zusätzlich wird Pyridin als Base sowie Molekularsieb 3 Å eingesetzt.
Die Photooxidation mit molekularem Sauerstoff zu 2-Dodecanon ist in Ethylacetat mit einer katalytischen Menge Lithiumbromid möglich.

## Verwendung
2-Dodecanol ist in der EU unter der FL-Nummer 02.148 als Aromastoff für Lebensmittel zugelassen.

## Externe Links zu erwähnten Verbindungen
1. ↑  Externe Identifikatoren von bzw. Datenbank-Links zu (2R)-2-Dodecanol:  CAS-Nr.: 99210-87-4, ECHA-InfoCard: 100.297.356, PubChem: 11309961, ChemSpider: 9484929, Wikidata: Q120208760.
2. ↑  Externe Identifikatoren von bzw. Datenbank-Links zu (2S)-2-Dodecanol:  CAS-Nr.: 91681-57-1, ECHA-InfoCard: 100.297.053, PubChem: 10877851, ChemSpider: 9053120, Wikidata: Q131657992.
3. ↑  Externe Identifikatoren von bzw. Datenbank-Links zu Dodecan-1,2-oxid:  CAS-Nr.: 2855-19-8, EG-Nr.: 220-667-3, ECHA-InfoCard: 100.018.789, GESTIS: 491397, PubChem: 17858, ChemSpider: 16868, Wikidata: Q27266143.